# James Edward Abbé
James Abbe (Alfred, 17 de julio de 1883-San Francisco, 11 de noviembre de 1973) fue un fotógrafo estadounidense.

## Biografía
Comenzó a tomar fotografías de forma autodidacta a la edad de doce años. De 1898 a 1910 trabajó en la librería que poseía su padre. En 1910 viajó a Europa como reportero del diario The Washington Post. Más tarde se estableció como fotógrafo independiente en Virginia, donde trabajo desde 1913 a 1917.
En 1917 montó su propio estudio en Nueva York. Realizó la cobertura fotográfica del Saturday Evening Post y también trabajó para el Ladies Home Journal, el New York Times y otras publicaciones. De 1922 a 1923 trabajó como fotógrafo, actor y escritor de estudios de cine y adquirió cierta notoriedad gracias al retrato que hizo a Jeanne Eagels. En Hollywood trabajó principalmemte para Mack Sennett, pero también lo hizo para D.W. Griffith como fotógrafo en la película Way Down East (1920) En 1923 viajó a Italia para la película de Griffith The White Rose en la que la protagonista era Lillian Gish.
En 1924, después de la creación de su estudio en París, publica sus fotografías en periódicos y revistas tales como Harper's Bazaar, L'Ilustration, el New York Herald Tribune, Tatler, Vanity Fair, Vogue y Vu. Residió en París hasta 1932.
Abbé ha fotografiado a celebridades de cine, bailarines del Moulin Rouge y también realizó fotografía de moda como las que tomó a Natasha Rambova en las creaciones de Mariano Fortuny y Madrazo o vestidos de Jean Patou. Cubrió como reportero de guerra la Guerra Cristera en 1928. Mostró una predilección por fotografiar a los protagonistas de las dictaduras: de 1929 a 1932 participó en la revista alemana Berliner Zeitung Ilustrierte, revista afín al partido de Hitler. En 1934 regresa a Estados Unidos, pero al año siguiente de nuevo en Europa, escribió un libro sobre Rusia y fue en el primer fotógrafo en realizar un retrato a Stalin. En 1936 cubrió la guerra civil española en el ejército del general Franco.
Después de la Segunda Guerra Mundial, se dedicó a la radio y a la televisión.